# Sprawa zabójstwa Junko Furuty
Junko Furuta (jap. 古田 順子 Furuta Junko; ur. 18 stycznia 1971 w Misato, zm. 4 stycznia 1989 w Adachi) – brutalnie zamordowana siedemnastoletnia Japonka, uczennica szkoły średniej. Była gwałcona, katowana, podpalana przez ponad 44 dni. 4 stycznia 1989 roku została oblana benzyną i podpalona. Później jej ciało zabetonowano.
W listopadzie 1988 roku Junko została porwana przez czterech nastolatków (najstarszy miał 18 lat) i przetrzymywana w domu jednego z nich. Sprawcy kazali jej zadzwonić do domu i powiedzieć, że uciekła z domu i jest u koleżanki, po to, by rodzina nie zaczęła jej szukać. W ciągu tych 44 dni dziewczyna została zgwałcona około 400 razy. Mordercy wkładali żarówki do jej pochwy, a nawet fajerwerki do jej odbytu, a następnie odpalali. Była bita i wielokrotnie podpalana.

## Mordercy
Pomimo szokującej brutalności zbrodni sąd zdecydował o ukryciu tożsamości chłopców, gdyż w trakcie popełniania czynu byli niepełnoletni. Jednak dziennikarze z popularnego magazynu Shūkan Bunshun odkryli tożsamość nastolatków i opublikowali dane osobowe:
- Hiroshi Miyano (jap. 宮野裕史 Miyano Hiroshi), zmienił nazwisko na Hiroshi Yokoyama (jap. 横山裕史 Yokoyama Hiroshi)
- Jō Ogura (jap. 小倉譲 Ogura Jō), zmienił nazwisko na Jō Kamisaku (jap. 神作譲 Kamisaku Jō)
- Shinji Minato (jap. 湊伸治 Minato Shinji)
- Yasushi Watanabe (jap. 渡邊恭史 Watanabe Yasushi)
- Tetsuo Nakamura (jap. 中村哲夫 Nakamura Tetsuo)
- Kōichi Ihara (jap. 伊原孝一 Ihara Kōichi)

W lipcu 1993 roku sąd pierwszej instancji skazał Hiroshiego Miyano, przywódcę całego przedsięwzięcia, na 17 lat więzienia, które w wyniku apelacji podwyższono do 20 lat pozbawienia wolności. Miyano miał 18 lat w chwili popełnienia zbrodni (w Japonii pełnoletność uzyskuje się w wieku 20 lat). Matka Miyano sprzedała dom, w którym torturowano i zamordowano dziewczynę, a pieniądze z jego sprzedaży (50 milonów yenów, ok. 425 tys. USD) przekazała rodzicom Furuty.
Nobuharo Minato został skazany na 9 lat pozbawienia wolności; w chwili popełnienia zbrodni miał 16 lat. Rodzicom i bratu Minato nie postawiono żadnych zarzutów. Po zwolnieniu z więzienia zamieszkał z matką. Yasushi Watanabe został skazany na 7 lat więzienia; w momencie morderstwa miał 17 lat. Jou Ogura został skazany na 8-letnią odsiadkę, został zwolniony w 1999 roku. Miał 17 lat w chwili zabójstwa. W 2004 r. został ponownie aresztowany, tym razem za napaść i pobicie znajomego. Skazano go na 7 lat więzienia, wyszedł już na wolność.
Wiele osób uznało, że wyroki, jakie wydano dla nastoletnich morderców, były zbyt niskie. Tych porywaczy i morderców chroniło jednak prawo, bo wszyscy byli nieletni w momencie popełnienia czynu.

## Odniesienia w kulturze
W 1995 roku Katsuya Matsumura stworzył film exploitation Concrete-Encased High School Girl Murder Case (jap. 女子高生コンクリート詰め殺人事件 Joshikōsei konkurīto-zume satsujin-jiken, znany także z podtytułem Kowareta sebuntîn-tachi).
Inny film, Konkurîto (jap. コンクリート, czyli Beton) z 2004 roku, został oparty na jednej z książek opisujących morderstwo.
Historii Junko Furuty poświęcono również seinen-mangę o tytule 17 Sai (jap. 17歳, Joshikousei Kankin Satsujin), stworzoną przez mangakę Fujii Seiji i wydaną w 4 tomach (tankōbonach).
W 2006 roku japoński zespół The Gazette wydał album Nil z piosenką zatytułowaną „Taion” („Temperatura ciała”), która jest hołdem dla dziewczyny.
W 2012 roku amerykański artysta muzyczny Mr.Kitty wydał album „Eternity” z piosenką „44 Days”, która opisuje tragiczną historię Junko Furuty.